# Shelter Island
Pour les articles homonymes, voir Shelter.
Shelter Island est une ville dans le comté de Suffolk, dans l'État de New York, aux États-Unis. 

## Descriptif
Shelter Island est décrite comme une « île verdoyante de 31 kilomètres carrés, refuge de la bonne société new-yorkaise » où nombre de personnes fortunées de la ville américaine se sont installées. Shelter Island est située à l'extrême est des Hamptons (autre refuge des new-yorkais fortunés), au bout de Long Island, à moins de trois heures de voiture de la ville de côte est par la New York State Route 114 (en). En été, la population se voit multipliée par cinq pour atteindre 10 000 personnes. La sobriété et la discrétion sont de mise et l'usage de la voiture rare. Une réserve naturelle occupe environ un tiers de l'île. Plusieurs français sont présents à Shelter Island, pour les vacances ou à l'année, dont Marie Eiffel propriétaire d'un café-épicerie reconnu. Ouvert durant un trimestre l'été, The Sunset Beach Hotel and Restaurant, datant de 1997, est le lieu branché de l'île. La « Maison Plastique », surnommée « The Lego House » et datant de 2015, est un curiosité de l'île ; villa colorée construite par les architectes Peter Stamberg et Paul Aferiat pour eux-mêmes, elle défraie la chronique locale lors de sa construction,.

## Démographie
| Groupe            | Shelter Island | New York | États-Unis |
| ----------------- | -------------- | -------- | ---------- |
| Blancs            | 94,5           | 66,8     | 72,4       |
| Métis             | 1,4            | 3,0      | 2,9        |
| Autres            | 1,4            | 7,5      | 6,4        |
| Amérindiens       | 1,4            | 0,6      | 0,9        |
| Afro-Américains   | 0,9            | 15,9     | 12,6       |
| Asiatiques        | 0,5            | 7,3      | 4,8        |
| Total             | 100            | 100      | 100        |
|                   |                |          |            |
| Latino-Américains | 5,6            | 17,6     | 16,7       |

Selon l'American Community Survey pour la période 2011-2015, 90,78 % de la population âgée de plus de 5 ans déclare parler l'anglais à la maison, 3,56 % déclare parler le français, 3,34 % l'espagnol, 1,21 % le portugais, 0,59 % l'allemand et 0,51 % une autre langue.